# Zurus
Zurus är ett släkte av skalbaggar. Zurus ingår i familjen vivlar.

## Dottertaxa tillZurus, i alfabetisk ordning[1]
- Zurus arcufer
- Zurus aurivillianus
- Zurus bellus
- Zurus bicolor
- Zurus cardinalis
- Zurus coccinatus
- Zurus condecoratus
- Zurus croceoguttatus
- Zurus croceus
- Zurus curvaturatus
- Zurus diabolicus
- Zurus geayi
- Zurus infernalis
- Zurus laterensis
- Zurus luteomaculatus
- Zurus lyra
- Zurus maculicollis
- Zurus maculithorax
- Zurus megerlei
- Zurus octomaculatus
- Zurus ocularis
- Zurus papaveratus
- Zurus peruviensis
- Zurus puncticollis
- Zurus quinquemaculatus
- Zurus sanguinicollis
- Zurus simoni
- Zurus spilothorax
- Zurus unicolor